# Unterkatzendorf
Unterkatzendorf ist ein Ortsteil der Gemeinde Büchlberg im niederbayerischen Landkreis Passau.
Der Weiler liegt gut einen Kilometer südwestlich zum Hauptort der Gemeinde in der Gemarkung Leoprechting.

## Geschichte
Der Ort gehörte zum Steuerdistrikt Leoprechting im Amt Hutthurm. 1861 war Unterkatzendorf einer von 23 Orten der Gemeinde Leoprechting im Landgericht Passau I, gehörte zur katholischen Pfarrei Hutthurm und hatte damals 30 Einwohner. Bei der Volkszählung 1987 waren es elf Wohnungen in acht Gebäuden und 35 Einwohner.